# Н’Диай, Ассан
Асса́н Н’Диа́й (фр. Assane N'Diaye; 1 августа 1974, Nguékhokh, Тиес — 13 февраля 2008, Дакар) — сенегальский футболист, защитник.

## Биография
Его мать — медсестра, отец — кардиолог и владелец клиники в Париже. Ассан начал играть в футбол на улице, из-за игры в футбол часто прогуливал учёбу в школе. В детстве Ассан часто дрался и поэтому его отца вызывали в школу. В 10 лет попал в футбольную школу клуба «Жанна д’Арк». Ассан Н’Диай начинал играть как полузащитник, но когда травмировался центральный защитник команды, тренер поставил его в защиту, после этого он играл в качестве защитника. В 15 лет, играя в футбол, он сломал ногу. Н’Диай проучился полгода в медицинском университете, но вскоре бросил учёбу.

### Клубная карьера
С 1995 года по 2000 год выступал за команду «Жанна д’Арк». В команде провёл 110 матчей и забил 7 мячей. Вместе с командой становился чемпионом Сенегала и серебряным призёром. В 1999 году вместе с командой дошёл до финала Кубка КАФ, где его команда проиграла тунисскому «Сфаксьену». Играл за команду из Марокко.
В феврале 2001 года он перешёл в донецкий «Шахтёр», хотя у него были предложения из Марокко, а также от болгарского «Левски». Н’Диай взял себе 13-й номер, вот что об этом сказал он сам:
Когда я пришёл в «Шахтёр», то футболка с четвёртым номером, под которым я играл в раньше, уже была занята. Под этим номером уже играл Анатолий Тимощук. Ну, а если число 13 разбить на две цифры — 1 и 3, а потом их сложить, то получится как раз 4. Я посчитал это хорошим знаком. Конечно, я помню, что когда выбирал футболку, то все мне говорили, что 13 — это плохой номер.
В чемпионате Украины дебютировал 11 марта 2001 года в домашнем матче против полтавской «Ворсклы» (1:0). Ассан стал любимцем болельщиков «Шахтёра», он запомнился двумя забитыми мячами в двух разных сезонах Высшей лиги против принципиального соперника «горняков» киевского «Динамо». После одного из матчей президент «Динамо» Игорь Суркис заявил, что Ассан самый неудобный для его команды игрок «Шахтёра»
. В сезоне 2000/01 вместе с командой выиграл Кубок Украины, в финале в дополнительное время обыграв киевский ЦСКА (2:1). В Высшей лиги этого сезона «Шахтёр» занял 2-е место, уступив своему принципиальному сопернику «Динамо».
Летом 2001 года команда участвовала в квалификации Лиги чемпионов, «Шахтёр» начал турнир со 2-го квалификационного раунда, в котором ему попался швейцарский «Лугано». В первом домашнем матче «горняки» одержали победу (3:0), Н’Диай в этом матче получил жёлтую карточку. В ответном матче Ассан получил красную карточку на 90-й минуте, а «Шахтёр» проиграл (2:1), но всё равно прошёл дальше. Из-за полученной карточки он не смог принять участие в следующем раунде, где «Шахтёр» уступил немецкой «Боруссии» из Дортмунда и вылетел из турнира.
В сезоне 2001/02 «Шахтёр» впервые стал чемпионом Украины, причём по ходу сезона не проиграл ни в одной встрече. Н’Диай в этом сезоне сыграл 23 матча и забил 2 гола («Динамо» и «Полиграфтехнике»). В Кубке «Шахтёр» также одержал победу, тем самым сделав «золотой дубль».
Н’Диай неоднократно приглашали перейти в клубы Франции и Турции, но он оставался верен «Шахтёру», несмотря на неудачи клуба в сезоне 2002/2003. После того как новым тренером стал Мирча Луческу, Ассан не попал в список участников учебно-тренировочных мероприятий и вскоре получил статус свободного агента. Была информация о том, что ему требуется лечение артроза.
В июле 2004 года он вернулся на родину, где играл за клубы АСК и «Жанна д’Арк». После пытался трудоустроиться в клубах Швеции и Франции. В 2005 году появилась информация, что он может вернуться в «Шахтёр» в качестве тренера-селекционера в Африке.

### Карьера в сборной
С 1999 года по 2001 год выступал за национальную сборную Сенегала, провёл 37 матчей и забил 3 гола. Играл в качестве капитана команды.
Участвовал в Кубке африканских наций 2000 в Гане и Нигерии. На турнире он провёл все 4 матча своей сборной. Сенегал в группе занял 2 место, уступив лишь Египту. В четвертьфинале «львы» уступили Нигерии (2:1 в дополнительное время), дубль в ворота сенегальцев забил Джулиус Агахова, с которым Ассан впоследствии играл в «Шахтёре».
После того как сборную Сенегала возглавил Брюно Метсю, Ассан перестал попадать в состав. Перед Кубком африканских наций 2002 Н’Диай получил травму и не смог принять участие в турнире.

### Смерть
13 февраля 2008 года в возрасте 33 лет Н’Диай скончался в Дакаре после непродолжительной болезни. По одной из версий, он умер во сне.

## Достижения
- Чемпион Сенегала: 1999
- Серебряный призёр чемпионата Сенегала: 1997
- Финалист Кубка КАФ: 1998
- Чемпион Украины: 2001/02
- Серебряный призёр чемпионата Украины (2): 2000/01, 2002/03
- Обладатель Кубка Украины: 2001/02
- Финалист Кубка Украины: 2002/03

## Характеристика игры
Он цепко играет в защите, хорошо видит поле — может начать атаку, и очень здорово играет головой.

## Личная жизнь
По вероисповеданию Ассан был мусульманином. Кроме него в семье было 2 брата и 2 сестры, причём братья старше него, а сёстры младше. Его семья в основном работает в Париже.
Н’Диай был женат на девушке Фату, с которой познакомился в Марокко в кафе. На их свадьбе было более 500 человек, праздновали её три дня. В конце июня 2002 года у Ассана родился сын, которого назвали Ассаном. У Н’Диай было два дома в Дакаре и Париже.
Ассан говорил, что не может обойтись без музыки, его любимыми исполнителями были Крейг Дэвид, «ВИА Гра» и «Гости из будущего». Его кумиром был Маттиас Заммер, известный немецкий футболист.
Сергей Попов характеризовал Ассана как очень энергичного, весёлого и общительного человека, а Сергей Ателькин как дружелюбного и отзывчивого.